# Alfa (Rakete)
Alfa war die Bezeichnung eines italienischen Programms zur Entwicklung einer Feststoffrakete.

## Hintergrund
Die Alfa-Rakete war als zweistufige ballistische Mittelstreckenrakete geplant. Da die italienische Marine Anfang der 1960er Jahre nicht amerikanische Polaris-Raketen erwerben konnte, wurde im Rahmen des italienischen Kernwaffenprogramms eine vergleichbare Rakete entwickelt. Hauptauftragnehmer war Aeritalia, die den Rumpf und den Hitzeschild beisteuerte. Der Antrieb wurde von SNIA-BPD geliefert, die Bordelektronik von Sistel und die Bodensteuerung von Selenia.
Die Erststufe der Alfa war 3,85 m lang und enthielt 6 t Feststofftreibstoff. Sie lieferte während 57 Sekunden einen Schub von 232 kN.
Als erste Startplattform war der Kreuzer Giuseppe Garibaldi vorgesehen. Auf diesem Schiff waren vier Raketensilos für Alfa-Raketen verbaut.  Da Italien 1975 den Atomwaffensperrvertrag ratifizierte, wurde die Alfa nie zu Ende entwickelt, allerdings fanden zwischen September 1975 und April 1976 drei Versuchsstarts mit Oberstufenattrappe von Salto di Quirra aus statt. Dabei wurden Höhen von über 100 km erreicht.